# 10 Leonis
10 Leonis är en dubbelstjärna och misstänkt variabel i stjärnbilden Lejonet.
10 Leonis varierar mellan visuell magnitud +4,99 och 5,04 utan någon fastställd periodicitet. Den befinner sig på ett avstånd av ungefär 245 ljusår.